# Унтеральгой
Унтеральгой: тобто Нижній Альгой (нім. Unterallgäu) — район в Німеччині, у складі округу Швабія федеральної землі Баварія. Адміністративний центр — місто Міндельгайм.

## Населення
Населення району становить 146 164 осіб (станом на 31 грудня 2020).

## Адміністративний поділ
Район складається з 2 міст (нім. Städte), 12 торговельних громад (нім. Märkte) та 38 громад (нім. Gemeinden):
| Міста 1. Бад-Верісгофен (16327) 2. Міндельгайм (15247) Об'єднання громад 1. Бабенгаузен (торговельна громада Бабенгаузен, громади Егг-ан-дер-Гюнц, Кеттерсгаузен, Кірхгаслах, Обершенегг та Вінтерріден) 2. Бад-Грененбах (торговельна громада Бад-Грененбах, громади Вольферчвенден та Ворінген) 3. Бос (громади Бос, Фельгайм, Гаймертінген, Нідерріден та Плес) 4. Дірлеванг (торговельна громада Дірлеванг, громади Апфельтрах, Штеттен та Унтерегг) 5. Еркгайм (торговельна громада Еркгайм, громади Каммлах, Лаубен та Вестергайм) 6. Іллервінкель (торговельна громада Легау, громади Кронбург та Лаутрах) 7. Кірхгайм-ін-Швабен (торговельна громада Кірхгайм-ін-Швабен та громада Еппісгаузен) 8. Меммінгерберг (громади Беннінген, Гольцгюнц, Лахен, Меммінгерберг, Трункельсберг та Унгергаузен) 9. Оттобойрен (торговельна громада Оттобойрен, громади Беген та Гаванген) 10. Пфаффенгаузен (торговельна громада Пфаффенгаузен, громади Брайтенбрунн, Оберріден та Зальген) 11. Тюркгайм (торговельна громада Тюркгайм, громади Амберг, Раммінген та Відергельтінген) Торговельні громади 1. Бабенгаузен (5637) 2. Бад-Грененбах (5722) 3. Вальд (2177) 4. Дірлеванг (2194) 5. Еркгайм (3202) 6. Кірхгайм-ін-Швабен (2697) 7. Легау (3348) 8. Оттобойрен (8498) 9. Пфаффенгаузен (2598) 10. Реттенбах (3876) 11. Тюркгайм (7353) 12. Туссенгаузен (3096) | Громади 1. Амберг (1474) 2. Апфельтрах (975) 3. Беген (794) 4. Беннінген (2065) 5. Бос (2070) 6. Брайтенбрунн (2354) 7. Буксгайм (3225) 8. Вестергайм (2220) 9. Відергельтінген (1448) 10. Вінтерріден (964) 11. Вольферчвенден (2036) 12. Ворінген (2153) 13. Гаванген (1301) 14. Гаймертінген (1866) 15. Гольцгюнц (1390) 16. Егг-ан-дер-Гюнц (1221) 17. Еппісгаузен (1883) 18. Еттрінген (3494) 19. Зальген (1434) 20. Зонтгайм (2714) 21. Каммлах (1865) 22. Кеттерсгаузен (1803) 23. Кірхгаслах (1315) 24. Кронбург (1750) 25. Лаубен (1370) 26. Лаутрах (1273) 27. Лахен (1692) 28. Меммінгерберг (3156) 29. Нідерріден (1478) 30. Оберріден (1218) 31. Обершенегг (998) 32. Плес (886) 33. Раммінген (1582) 34. Трункельсберг (1658) 35. Унгергаузен (1108) 36. Унтерегг (1379) 37. Фельгайм (1132) 38. Штеттен (1448) |

Дані про населення наведені станом на 31 грудня 2020.